# Casa Dario-Biandrà
La Casa Dario-Biandrà es un palacio histórico de Milán en Italia situado en el nº 12 de la via Mercanti.

## Historia
El edificio fue construido según el proyecto del arquitecto Luca Beltrami al final del siglo XIX en el marco del reacondicionamento del centro histórico de Milán que incluyó la demolición, en el 1897, de las numerosas y antiguas casas de la via Orefici y de la via Mercanti, borrando en esta manera la densa cuadrícula de estrechas calles y pequeñas plazas que habían caracterizado el área hasta entonces. Los trabajos de construcción del nuevo palacio, que iba a tener acceso en la prestigiosa y renovada piazza Cordusio, comenzaron en el mes de febrero de 1902 y se acabaron en el mes de septiembre de 1902.

## Descripción
El palacio presenta un estilo ecléctico de inspiración neorrenacentista y neobarroca.